# Híbrido Rugosa

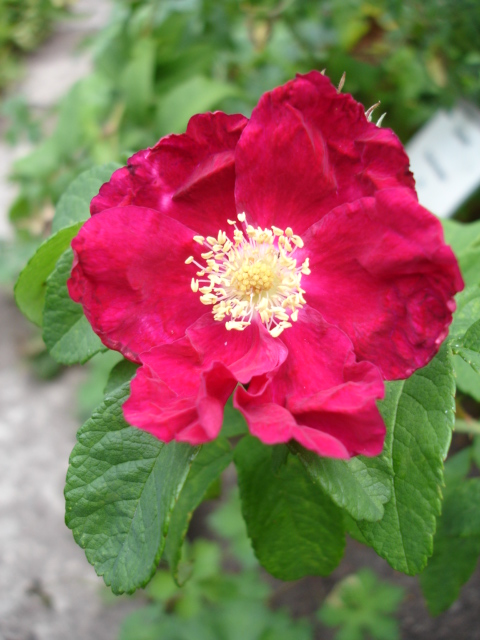
'Carmen', por Lambert, Francia, 1906.

Los Híbrido Rugosa o Rosas híbridas rugosa son un grupo de cultivares de rosas modernas de jardín, resultado del cruzamiento de Rosa rugosa por un lado con otros grupos de híbridos como los híbrido de té por el otro. La idea era crear rosas que florecieran con variedad de colores y mantuvieran los hábitos rampantes y el follaje brillante y denso.

## Descripción
Se trata de un arbusto de 2 a 3 metros de altura. La tallos erectos con numerosas espinas.
Las hojas, largas de 5 a 10 cm, rugosas mates, generalmente de cinco a siete foliolos, nueve más raramente. 
Las flores, son simples con cinco pétalos, de color blanco o rosado, con prominentes estambres amarillos, fragantes, de 1,5 a 3 cm de diámetro, solitarias o agrupadas en corimbos. La floración se produce desde finales de primavera hasta mediados del verano. 
Los frutos son globulares, rojo intenso de 6 a 18 mm de diámetro.

## Historia
Rosa rugosa,  (la rosa japonesa,  rosa Ramanas) es una especie de rosa nativa del este asiático, noreste de China, Japón, Corea, sudeste de Siberia, done crece en la costa, frecuentemente en dunas. En idioma japonés su nombre es (ハマナス(hamanasu)), significando "pera de playa".
Sus hibridaciones con otros cultivares de rosas comenzaron a finales del siglo XIX e inicios del siglo XX. A esta línea de hibridación se apuntaron numerosos rosalistas de diversos países consiguiendo nuevos obtentores. Entre las variedades más populares incluyen:  
- Rosa rugosa repens alba ou Rosa × paulii Rehd.et Rosa rugosa repens rosea Hort. ou Rosa × paulii 'Rosea (Rosa rugosa × Rosa arvensis
- 'Agnès' obtenido en Canadá en 1922 (Rosa rugosa × Rosa persiana) con flores muy dobles de color durazno.
- 'Belle poitevine' (Bruant, 1894) flores rosadas planas durante todo el verano
- 'Blanc Double de Coubert' (Cochet-Cochet, 1892) blancas, fragantes, semi-dobles y su desporte muy dobles 'souvenir de Philémon Cochet'
- 'Fimbriata' pequeñas flores dobles dentadas que recuerdan a los claveles (1891 Morlet) (Rosa rugosa × 'Madame Alfred Carrière')
- 'Frau Dagmar Hastrup' (rosa, simple),
- 'Pink Grootendorst' flores de color rosa virando a roja, semi-doble
- 'Roseraie de l'Haÿ' (1901 Cochet-Cochet) grandes, flores planas, carmesí, perfumado
- 'Scabosa' de origen desconocido, solas flores rojas
- 'Schneezwerg' ou Snowdarf' (Lambert 1891 Rosa rugosa × polyantha blanca o Rosa bracteata flores blancas en tres filas, de junio a septiembre.

## Selección de cultivares
Algunas de las variedades y obtenciones de Híbrido Rugosa conseguidas por distintos obtentores.

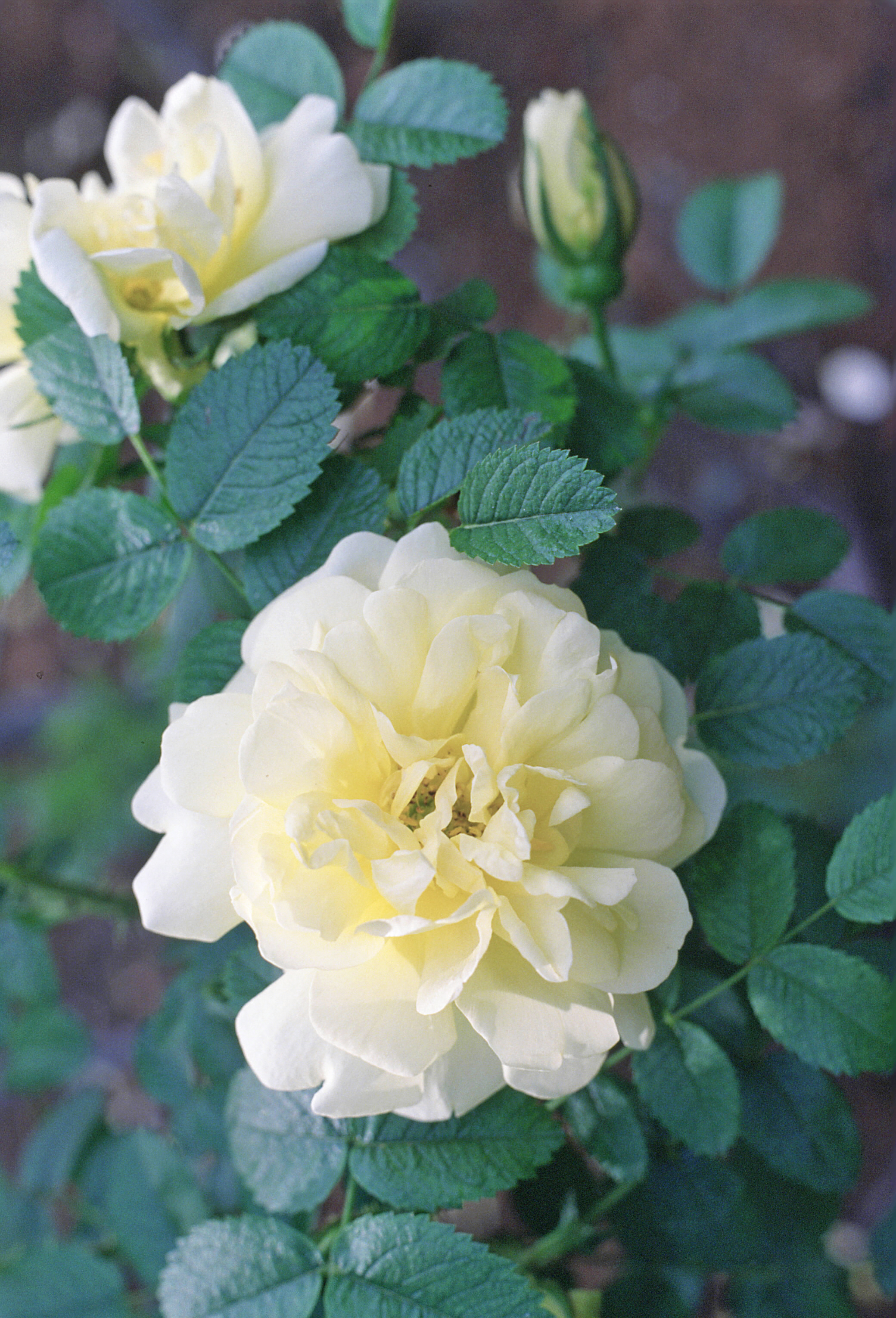
'Agnès', Saunders < 1884. Hybr. Rugosa, sect. Cassiorhodon en la Rosaleda del Real jardín botánico de Madrid.
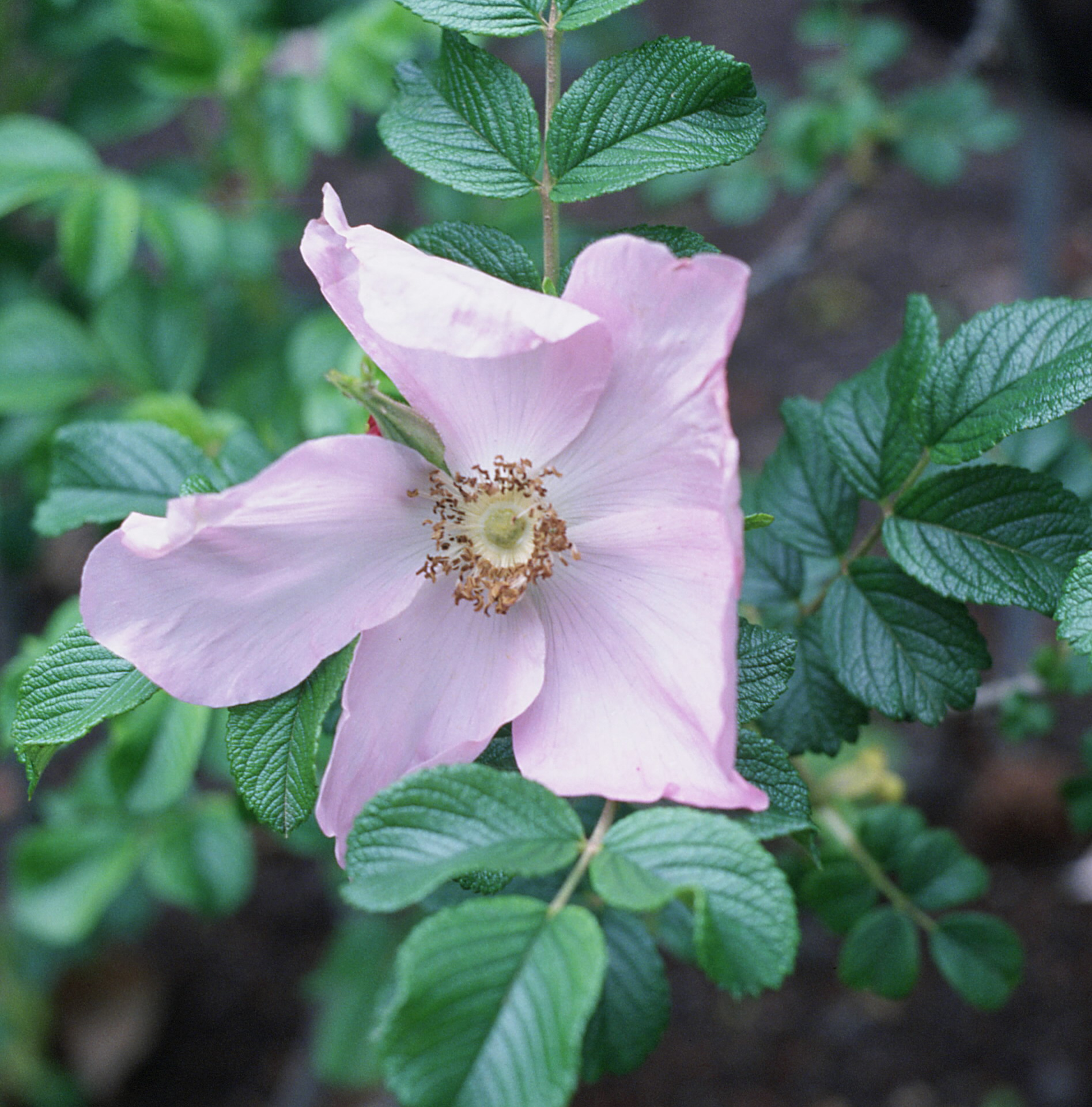
'Fru Dagmar Hastrup', Poulsen (1914).